# 梶谷善久
梶谷 善久（かじたに よしひさ、1911年3月28日 - 1990年9月3日）は、日本のジャーナリスト。新聞記者、評論家。

## 人物
大阪府出身。大阪商科大学(現大阪市立大学)卒。1937年（昭和12年）朝日新聞社入社、1942年（昭和17年）ジャワ島特派員。1949年（昭和24年）全朝日新聞労組委員長となり、1950年（昭和25年）レッドパージで解雇され裁判に訴え、勝訴・復職した。
朝日新聞では社会部、外報部、調査研究室、朝日ジャーナルなどに勤務。1966年（昭和41年）朝日新聞社を退職。
その後は文化学院、青山学院大学で講師を勤めたほか、アジア問題の評論などを書く。国際日本協会編集長、日朝文化交流協会理事長。

## 著書
- 『南の経済・北の経済 世界をゆるがす低開発諸国』ダイヤモンド社　1964
- 『石も黙っていられない マスコミの裏側の10年間』労働旬報社　1965
- 『ベトナム戦争と日本の労働者』労働旬報社　1965
- 『クーデターの内幕 アジアをねらうCIA』1966　潮新書
- 『RE作戦 ロータリー・エンジン 国際技術戦争の苦闘と栄光のドラマ』ぺりかん社　1967
- 『怒らず焦らず恐れず 太田垣士郎伝』ぺりかん社　1967
- 『読者にとって新聞とはなにか』ダイヤモンド社　1967
- 『世界を考える 国際政治・経済70の常識』ダイヤモンド社　1968
- 『マツダロータリー作戦 ロータリーエンジン開発の記録』ぺりかん社　1968
- 『アジアを歩く見る考える』国際日本協会　1970
- 『現代アジア入門』第三文明社1972レグルス文庫
- 『日本をとりまく19億人 もっとアジアを知ろう』朝日ソノラマ　1974　海外取材シリーズ
- 『歴史を変えたユダヤ人 栄光と悲惨の民族』地産出版　1975
- 『聖と俗塔と広場の思想』玉川大学出版部　1979　玉川選書
- 『ビジネスマンのための国際感覚を鍛える』二月社　1979
- 『塔と広場への旅』泰流社　1983
- 『誤診/誤判/誤報』恒和出版　1988
- 『「大」韓航空機事件とマスコミ』大平出版社　1988　アジアナウ
- 『日本とアメリカは朝鮮で何をしたか』柘植書房　1990

## 共編著
- 『公取委の証言 「ゆたかな社会」の病弊をつく』高橋文利共著　ぺりかん社　1968
- 『マスコミにもの申す』編著　泰流社　1976
- 『レッドパージ』編　図書出版社　1980

## 翻訳
- J.ローランド『ラザフォード 原子の開拓者』中村誠太郎、吉村幸子共訳　鱒書房　1956
- ミシェル・レイ『わたしのベトナム戦記』1968　タイムライフブックス
- 『エドガー・スノー著作集 1.極東戦線』筑摩書房　1973　のち叢書
- ダニエル・エルズバーグ『ベトナム戦争報告』筑摩書房　1973
- J.L.B.スミス『生きた化石 シーラカンス発見物語』恒和出版　1981

## 参考
- デジタル版日本人名大事典:梶谷善久